# Murtle Lake
Murtle Lake är en sjö i Kanada.   Den ligger i provinsen British Columbia, i den centrala delen av landet, 3 300 km väster om huvudstaden Ottawa. Murtle Lake ligger 1 065 meter över havet. Arean är 76 kvadratkilometer. Den sträcker sig 21,7 kilometer i nord-sydlig riktning, och 15,2 kilometer i öst-västlig riktning.
I omgivningarna runt Murtle Lake växer i huvudsak barrskog. Trakten runt Murtle Lake är nära nog obefolkad, med mindre än två invånare per kvadratkilometer.